# وادي وج
وادي وج، هو وادي يقع في محافظة الطائف التابعة لمنطقة مكة المكرمة غرب المملكة العربية السعودية، ويسمى اليوم منطقة وادي المحرم بالهدا.

## نبذة تاريخية
عُرف الوادي قديماً على أنه من ديار قبيلة ثقيف واليوم ما زالت تسكنه قبائل تنتسب إلى ثقيف، ورد ذكر وادي وج في قصة تنازع مراد بن مذحج وقسيّ بن معاوية وهم من ثقيف في أرض وجّ عند النبي صلى الله عليه وسلم وما قضى به فيها، وقد وردت هذه القصة على لسان عامر بن شراحيل الشعبي وهو أحد أقطاب العلم من التابعين، في مطالبة وفد مراد لاستخراج وج عند النبي صلى الله عليه وسلم وقال الشعبي:
قدم ظبيان بن كدادة المرادي على النبي عليه السلام وهو في مسجده بالمدينة فسلم ثم قال: إن المليك الله والهادي إلى الخير آمنا به وشهدنا أن لا إله غيره ونحن من سرارة مذحج من يحابر بن مالك لنا مآثر ومآرب ومآكل ومشارب أبرقت لنا مخايل السماء وجادت علينا شأبيب الأنواء فتوقَّلت بنا القلاص من أسافل الجوف ورؤوس الهضب ورفعتها عزاز الربا وألحفتها دآديُّ الدجى وخفضتها بطنان الرِّقَّاق وقصوات الأعماق حتى حلت بأرضك وسمائك، نوالي من والاك ونعادي من عاداك، والله مولانا ومولاك، إن وجِّا وشرفات الطائف كانت لبني مهلائيل بن قينان غرسوا أوديته وذللوا خشانه ورعوا قريانه فلما عصوا الرحمان هب عليهم الطوفان فلم يبق منهم على ظهر الأرض إلا من كان في سفينة نوح، فلما أقلعت السماء وغاض الماء أهبط الله نوحاً ومن معه حزن الأرض وسهلها ووعرها وجبلها فكان أكثر بنيه ثباتاً وأسرعهم نباتاً من بعده عاد وثمود وكانا في البغي كفرسي رهان، فأما عاد فأهلكهم الله عز وجل بالرّيح العقيم والعذاب الأليم وأما ثمود فرماها بالدُّمالق وأهلكها بالصواعق، كانت بنو هانئ بن هذلول بن هوذلة بن ثمود يسكنونها وهم الذين خطوا مشاربها وأتوا جداولها وأحيوا عراصها ورفعوا عراشها، ثم إن حمير ملكوا معاقل الأرض وقرارها وكهول الناس وأغمارها حتى بلغوا أدناها وأقصاها وملكوا أخراها وأولاها فكان لهم البيضاء والسوداء وفارس الحمراء والخزنة الصفراء فبطروا النعم واستحقوا النقم فضرب الله تعالى بعضهم ببعض وأهلكهم في الدنيا بالغدر فكانوا كما قال شاعرنا:
الغدر أهلك عادا في منازلها *** والبغى أفنى قرونـاً دارهـا الجنـد
من حمير حين كان البغي مجهرةً *** منهم على حادث الأيام فانجردوا.
والقصة تطول
إن صدقت الرواية يكون بناء سفينة نوح عليه السلام كان بالطائف، وتحديدا بوادي وج، إذا علمنا ان الكفار يمرون عليه فيرونه منهمكا في صنع السفينة، وكان الجفاف سائدا فترة طويلة، لم تكن هناك أنهار قريبة أو بحار.. ويسأله الكفار:
هل ستجري سفينتك على الأرض يا نوح..؟! أين الماء الذي ستسبح فيه السفينة؟
ثم ينفجرون بالضحك ويتهمونه بالجنون..
وحمل نوح في السفينة من كل حيوان وطير ووحش زوجين اثنين.. بعد أن صعدت الحيوانات والطيور والوحوش، صعد أهل نوح من المؤمنين. لم تكن زوجته مؤمنة فلم تصعد. ولم يكن أحد أبنائه مؤمنا، فلم يصعد.. دخل السفينة من آمن من قومه، وكان عدد المؤمنين قليلا.. وقال نوح:
(اركبوا فيها باسم الله مجريها ومرساها إن ربي لغفور رحيم)، وكما يعلم الجميع بأن الطائف منطقة جبلية لا يوجد بها أنهار قريبة أو بحار.، وقد دُمرت بعد عمارتها الأولى ثم جُددت.

## وصلات خارجية
- وادي وج وليس وُجّاً.